# Amerila bakeri
Amerila bakeri là một loài bướm đêm thuộc phân họ Arctiinae, họ Erebidae.